# Erik Holmberg
Erik Holmberg (Fredrikstad, 23 maggio 1922 – Fredrikstad, 18 settembre 1998) è stato un calciatore e allenatore di calcio norvegese.

## Caratteristiche tecniche
Holmberg ricopriva il ruolo di terzino.

## Carriera

### Calciatore

#### Club
Hansen ha militato nel Fredrikstad Fotballklubb per tutto l'arco della carriera.

#### Nazionale
Ha disputato 27 incontri con la maglia della nazionale norvegese. Ha preso parte ai Giochi olimpici del 1952 di Helsinki, ed a 2 incontri delle qualificazioni al campionato mondiale di calcio 1954.

### Allenatore
Dopo il ritiro, ha intrapreso la carriera di allenatore sempre nel Fredrikstad Fotballklubb. Ha allenato la squadra per tre stagioni, dal 1956 al 1959; è poi subentrato a stagione in corso nel 1962 e nel 1965. Dal 1966 al 1968 ha allenato la Østsiden IL. Nel corso degli anni settanta si è dedicato al settore giovanile del Fredrikstad, allenandone la squadra juniores.